# Renzo De Vecchi

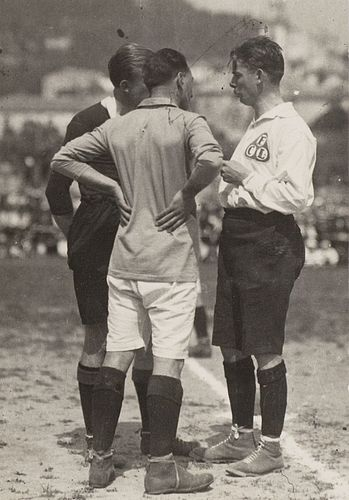
Renzo De Vecchi (mit dem Rücken zur Kamera) und Cas Ruffelse (rechts) vor dem Anstoß zum Länderspiel Italien–Niederlande am 13. Mai 1920 in Genua.

Renzo De Vecchi (* 3. Februar 1894 in Mailand; † 14. Mai 1967) war ein italienischer Fußballspieler und Fußballtrainer, der mit dem CFC Genua drei italienische Meistertitel holte und mit der italienischen Nationalmannschaft an drei olympischen Turnieren teilnahm.

## Spielerkarriere

### Im Verein
Der kleingewachsene und schnelle Verteidiger war für seine technischen Fertigkeiten ebenso bekannt wie für sein sauberes Spiel und leitete auch oftmals Angriffsspielzüge ein. Er gehörte zu den stärksten Defensivspielern seiner Zeit, dem nachgesagt wurde, dass es beinahe unmöglich wäre, ihn zu überdribbeln und von den Fans bekam er den Beinamen il figlio di Dio (deutsch: der Sohn Gottes).
De Vecchis erster Verein war der AC Milan, wo er in der Jugend zunächst als Flügelstürmer spielte, jedoch bereits mit 15 Jahren im Jahr 1909 als Linksverteidiger in die erste Mannschaft aufrückte und dort rasch zum Stammspieler wurde. Dreimal in Folge von 1911 bis 1913 scheiterten die Mailänder jeweils an der US Pro Vercelli beim Kampf um den Einzug ins Finale der Meisterschaft.
Zwischen dem Spieler und dem Verein kam es zu Differenzen und 1913 verließ De Vecchi seinen Stammverein und wurde vom schottischen Präsidenten Geo Davidson nach Genua geholt. Da die Transferbestimmungen einen Wechsel zu einem Verein einer anderen Stadt nur zuließen, wenn dies aus beruflichen Gründen erfolgte, erhielt De Vecchi eine Anstellung bei der Banca Commerciale di Genova. Beim Transfer floss auch eine Ablösesumme von 24.000 Lire, was nach den Bestimmungen nicht zulässig war. Die Genuesen wurden vom Verband geklagt und es kam zu einer Gerichtsverhandlung, in der der Verband die Auflösung des Klubs und die lebenslange Sperre des Spielers verlangte. Die Verhandlung endete jedoch mit einem Freispruch, was für den damaligen italienischen Fußball eine ähnliche Bedeutung hatte wie das Bosman-Urteil in den 1990er Jahren.
Unter dem legendären Trainer William Garbutt wurde der Verteidiger zu einem der ersten großen Stars des italienischen Fußballs, der auf Titelseiten von Magazinen abgebildet wurde und Produktwerbung machte. De Vecchi bildete gemeinsam mit Claudio Casanova die Verteidigung der Mannschaft, die 1914/15 Meister wurde, wobei der Titel allerdings vom Verband vergeben wurde, nachdem der Bewerb auf Grund des Ersten Weltkriegs abgebrochen wurde und Genua zu diesem Zeitpunkt in der norditalienischen Finalserie in Führung lag.
Während der Kriegsjahre fanden in Italien keine überregionalen Bewerbe statt und so dauerte es bis zur Saison 1919/20, ehe der Meisterschaftsbetrieb wieder aufgenommen wurde. 1922 scheiterte De Vecchi mit Genua wieder einmal an Pro Vercelli, in der Folgesaison konnte man aber die norditalienische Meisterschaft gewinnen und zog ins Finale gegen Lazio Rom ein, das mit 4:1 und 2:0 gewonnen wurde. Die Verteidigung mit Tormann Giovanni De Prà, Delfo Bellini und De Vecchi war mitentscheidend dafür, dass die Rossoblù in sämtlichen 28 Saisonspielen ungeschlagen blieben. Schon 1924 konnte der Titel wiederholt werden, als der Südmeister Savoia Torre Annunziata mit 3:1 und 1:1 besiegt wurde.
Im nächsten Jahr kam es bei der Entscheidung um den norditalienischen Teilnehmer am Meisterschaftsfinale zu einer der engsten Entscheidungen in der Geschichte des Bewerbes. Genua und der FC Bologna hatten ihren Vorgruppen gewonnen und sich für die Finalspiele qualifiziert, dort gelang jeder der beiden Mannschaften ein 2:1 am Platz des Gegners. Daher war ein Entscheidungsspiel notwendig geworden, welches unentschieden endete. Auch ein zweites Entscheidungsspiel brachte keinen Sieger, allerdings kam es zu Zuschauerausschreitungen auf einem Bahnhof, bei welchen auch Pistolenschüsse fielen. Der Verband ordnete daraufhin ein drittes Entscheidungsspiel an, welches unter Ausschluss der Öffentlichkeit um sieben Uhr morgens ausgetragen wurde. Bologna setzte sich mit 2:0 durch und verhinderte damit einen möglichen dritten Erfolg in Serie für die Genuesen.
Danach war De Vecchi noch bis 1929 für den Verein tätig und konnte noch eine Vizemeisterschaft erreichen, ehe er seine Karriere beendete.

### In der Nationalmannschaft
Im Mai 1910 fand das erste Länderspiel in der Geschichte des italienischen Verbandes statt, das mit einem Sieg gegen Frankreich endete. Keine zwei Wochen später reiste man nach Budapest um gegen die Ungarn anzutreten und diesmal war auch der gerade erst sechzehnjährige De Vecchi im Kader. Zwar stand er nicht in der Startformation, wurde jedoch zur Halbzeit des Spiels, das schließlich mit 1:6 endete, eingewechselt. Damit gilt er bis heute als jüngster Nationalspieler, den die Italiener jemals einsetzten.
Von da an gehörte er zum Stamm der Squadra Azzurra und nahm auch an den Olympischen Sommerspielen 1912 in Stockholm teil, wo die Italiener im Hauptbewerb gegen die Finnen ausschieden und im Semifinale der Trostrunde den Österreichern unterlagen.
Durch den Weltkrieg war auch die Länderspieltätigkeit des italienischen Verbandes unterbrochen und als diese im Jahr 1920 gegen Frankreich wieder aufgenommen wurde, führte De Vecchi die Mannschaft erstmals als Kapitän aufs Feld. Diese Funktion hatte er auch bei den Olympischen Sommerspielen 1920 in Antwerpen inne, wo seine Mannschaft im Viertelfinale an den Franzosen scheiterte. Auch vier Jahre später bei den Olympischen Sommerspielen 1924 war im Viertelfinale Endstation, diesmal wurde De Vecchi jedoch nur mehr in einem Spiel eingesetzt. Dazwischen war ihm im Jahr 1922 bei einem 3:3 gegen Österreich das erste Eigentor in der Geschichte des italienischen Nationalteams unterlaufen. In den 1920er Jahren spielte er meist an der Seite von Virginio Rosetta oder Umberto Caligaris.
Im Mai 1925 lief er bei einem 7:0 gegen Frankreich zum 43. und letzten Mal für Italien auf, dabei war er 26-mal Kapitän gewesen. Als Rekordnationalspieler wurde er erst mehr als vier Jahre später von Adolfo Baloncieri abgelöst.

## Trainerkarriere
Nachdem Garbutt 1927 Genua verlassen hatte, übernahm De Vecchi das Traineramt des Vereins, der auf Anweisung der faschistischen Machthaber seinen Namen auf Circolo Calcistico Genova 1893 wechseln musste. Als 1929 die gesamtitalienische Serie A eingeführt wurde, waren auch die Genueser dafür qualifiziert und erreichten bei der erstmaligen Austragung des Bewerbs den Vizemeistertitel hinter Ambrosiana-Inter Mailand. Danach beendete De Vecchi seine Trainertätigkeit, kehrte aber während der Saison 1934/35 aushilfsweise zurück und führte die zwischenzeitlich in die Zweitklassigkeit abgestiegenen Ligurier zurück in höchste Spielklasse.
Danach war er als Fußballjournalist bei Calcio Illustrato tätig und war 1939 Mitgründer des Almanacco Illustrato del Calcio, der später von Panini übernommen wurde.

## Erfolge
- Italienische Meisterschaft: 1914/15, 1922/23, 1923/24
- 43 Spiele für die italienische Nationalmannschaft